# Peter Dall
Peter Bennedsen Dall (født 18. marts 1944 i Kolding, død 25. juli 2024 i Rungsted) var en dansk journalist, der var ansvarshavende chefredaktør for B.T. og Familie Journal.
Oprindeligt var Peter Dall uddannet indenfor vvs-branchen, men havde allerede som ung leveret sportsreferater til den lokale avis, Jydske Tidende. Han satsede i begyndelsen af 1960'erne på journalistikken og kom i mesterlære som journalist på Jydske Tidende i redaktion i Kolding. Her blev han siden sportsjournalist, sportsredaktør, tillidsmand og redaktionschef. I 1982 skiftede han til Se og Hør, hvor han blev redaktionschef. Derfra kom han til B.T., der dengang var Danmarks største avis, hvor han gav avisen et nyt koncept, nyt layout og ændrede avisens prioriteringer. Oplagstallet steg under hans ledelse til 237.000 eksemplarer. I 1994 vendte han imidlertid tilbage til Aller Press og Se og Hør. I sin karrieres efterår var han fra 2001 medredaktør for go og fra 2002 til 2009 chefredaktør for Familie Journal. Herefter gik han på pension.
Ved siden af sit virke var han desuden formand for Magasinpressens Redaktørforening.
Peter Dall var gift med tidligere modejournalist Ulla Linneman, som han mødte på Se og Hør.